# Ludovic Depickère
Ludovic Depickère (né le 29 juillet 1969 à Wattrelos, Nord) est un ancien nageur spécialiste du 100 mètres papillon et des 100 et 200 mètres nage libre.
Il a notamment représenté la France lors de trois Jeux olympiques successifs : Séoul, Barcelone et Atlanta. 
Durant toute sa carrière, il fut licencié au club des Dauphins de Wattrelos.